# 143e méridien ouest
En géographie, le 143e méridien ouest est le méridien joignant les points de la surface de la Terre dont la longitude est égale à 143° ouest.

## Géographie

### Dimensions
Comme tous les autres méridiens, la longueur du 143e méridien correspond à une demi-circonférence terrestre, soit 20 003,932 km. Au niveau de l'équateur, il est distant du méridien de Greenwich de 15 919 km,.
Avec le 37e méridien est, il forme un grand cercle passant par les pôles géographiques terrestres.

### Régions traversées
En commençant par le pôle Nord et descendant vers le sud au pôle Sud, Le 143e méridien ouest passe par:
| Coordonnées           | Pays, territoire ou mer | Notes |
| --------------------- | ----------------------- | --- |
| 90° 00′ N, 143° 00′ O | Océan Arctique          | |
| 73° 22′ N, 143° 00′ O | Mer de Beaufort         | |
| 70° 05′ N, 143° 00′ O | États-Unis              | Alaska |
| 60° 05′ N, 143° 00′ O | Océan Pacifique         | Passe juste à l'est de l'atoll Taenga, Polynésie française (à 16° 24′ S, 143° 01′ O) Passe juste à l'ouest de l'atoll Nihiru, Polynésie française (à 16° 43′ S, 142° 53′ O) Passe juste à l'est de l'atoll Marutea Nord, Polynésie française (à 17° 00′ S, 143° 03′ O) Passe juste à l'est de l'atoll Reitoru, Polynésie française (à 17° 51′ S, 143° 03′ O) Passe juste à l'est de l'atoll Nukutepipi, Polynésie française (à 20° 42′ S, 143° 04′ O) |
| 60° 00′ S, 143° 00′ O | Océan Austral           | |
| 75° 31′ S, 143° 00′ O | Antarctique             | Liste des territoires non revendiqués |